# Balzheim
Balzheim è un comune tedesco di 2 020 abitanti, situato nel land del Baden-Württemberg.